# Platyzosteria shelfordi
Platyzosteria shelfordi är en kackerlacksart som beskrevs av Karlis Princis 1954. Platyzosteria shelfordi ingår i släktet Platyzosteria och familjen storkackerlackor. Inga underarter finns listade i Catalogue of Life.